# Ophthalmolampis maculifemur
Ophthalmolampis maculifemur is een rechtvleugelig insect uit de familie Romaleidae. De wetenschappelijke naam van deze soort is voor het eerst geldig gepubliceerd in 1983 door Descamps.